# Samuel Armenteros
Kristiano Samuel Armenteros Nunez Mendoza (Gotemburgo, 27 de maio de 1990) é um futebolista sueco de ascendência cubana que atua como atacante. Atualmente, joga no Crotone.
Armenteros é filho de pai cubano e mãe sueca.

## Carreira
Armenteros se mudou para os Países Baixos quando tinha 16 anos para jogar na base do Heerenveen. Em 2009, ele foi contratado pelo Heracles Almelo, onde realizou 100 partidas e marcou 26 gols.
Em setembro de 2015, Armenteros assinou um contrato de dois anos com o Qarabağ, uma das principais equipes do Azerbaijão.
Em 29 de agosto de 2016, Armenteros retornou para o Heracles Almelo, assinando um contrato de dois anos com o clube neerlandês.

## Títulos
Heerenveen
- Copa dos Países Baixos: 2008–09

Anderlecht
- Belgian Pro League: 2012–13

Qarabağ
- Azerbaijan Premier League: 2015–16
- Copa do Azerbaijão: 2015–16